# رنیچن ۷۶۶۱
سیارک ۷۶۶۱ (به انگلیسی: 7661 Reincken، نامگذاری:1994PK38) هفت هزار و ششصد و شصت و یکمین سیارک کشف شده‌است که در ۱۰ اوت ۱۹۹۴ کشف شد.
قدر مطلق سیارک برابر ۱۴٫۳۰ است.